# Hermann II. (Baden)
Markgraf Hermann II. von Baden (* um 1060; † 7. Oktober 1130) begründete erstmals den Titel Markgraf von Baden durch die Titulierung nach dem neuen Herrschaftszentrum auf Burg Hohenbaden (Altes Schloss) in der heutigen Stadt Baden-Baden.

## Leben
Hermann II. ist Sohn von Hermann I. von Verona und dessen Gemahlin Judith. Sein Vater hatte innerhalb der zähringischen Familie und des von dessen Großvater Berthold I. geführten (Titular-)Herzogtums Kärnten den Titel eines Markgrafen von Verona inne. Aus dieser Tradition heraus führte Hermann zunächst neben dem Titel eines Grafen im Breisgau (1087) den Titel eines Markgrafen von Limburg (um 1100) und benannte sich erstmals 1112 nach dem neuen Zentrum Baden.
Die Ausbildung dieses neuen Zentrums geht auf den Ausgleich zwischen Staufern und Zähringern um das Herzogtum Schwaben zurück, in dessen Zug Hermann II. 1098 von Kaiser Heinrich IV. Baden-Baden und die Vogtei über das Kloster Selz erhielt. Unmittelbar darauf dürfte er mit dem Bau der Burg Hohenbaden auf den Grundmauern eines alten keltischen Ringwalls begonnen haben.
Für die Übertragung des Titels auf Baden dürfte eine wichtige Rolle gespielt haben, dass er damit den herzoglichen Rang seines Onkels Berthold II. und seines Vetters Konrad erhöhte. Daraufhin führte Hermann den Titel Dominus in Baden, comes Brisgaviae, marchio de Verona (Herr in Baden, Graf des Breisgau, Markgraf von Verona).
Hermann II. gründete gemeinsam mit seiner Frau Judith von Backnang das Augustiner-Chorherrenstift in Backnang als Grablege und Memoria seiner Familie und stattete es 1123 – wohl nach dem Tod seiner Frau – mit weiteren Besitzungen aus. Hermann II. wurde hier auch beigesetzt, auf seiner Grabplatte ist in lateinischer Schrift Folgendes zu lesen:
"In dieser Tumba liegt Markgraf Hermann von Baden, der der Gründer dieses Klosters und Tempels war. Er starb im Jahre tausend vermehrt um hundert und dreimal zehn vom Kinde an, das die fromme Jungfrau gebar. Als er mit der Nachkommenschaft hierher übertragen wurde, waren fünfzehnhundert Jahre verflossen, dazu zehn samt dreien." Quelle: Stiftskirchengemeinde Backnang.
Als Markgraf von Baden führt Hermann die Ordnungszahl I, als Träger des Namens Hermann in der Familie die Ordnungszahl II. Die Ausführungen hier folgen der letzteren Zählung.

## Gedenken
"Das Haus Baden feiert 900 Jahre Markgrafen von Baden! Vor 900 Jahren, am 27. April 1112, wird Markgraf Hermann II. erstmals als Markgraf von Baden bezeichnet, nach seiner Burg Hohenbaden über der heutigen Stadt Baden-Baden."

## Ehe und Nachkommen
Aus der Ehe zwischen Hermann II. und Judith von Backnang gingen folgende Kinder hervor:
- Hermann († 16. Januar 1160), folgte seinem Vater als Markgraf.
- Judith († 1162) ⚭ Herzog Ulrich I. von Kärnten († 1144)